# Ioan Dimoftache Mușat
Ioan Dimoftache Mușat, cunoscut și sub pseudonimul I.D. Mușat (n. 7 ianuarie 1898, comuna Podul Turcului, județul Bacău – d. 27 septembrie 1983, Cluj-Napoca), a fost un prozator român.

## Biografie
Fiul lui Gheorghe Dimoftache, mic funcționar rural, și al Emiliei (n. Popovici), moașa comunală. Rămas orfan de mic copil, este crescut de bunicul său, Ion Dimoftache, cântăreț bisericesc. După terminarea claselor primare, lucrează doi ani ca ucenic într-un atelier de potcovărie. Grație prof. I. Simionescu, devine bursier la o Școala de agricultură a Academiei Române. În 1916, la încorporare, era absolvent al acestei școli și a șase clase de liceu; în timpul războiului absolvă celelalte două clase liceale în particular. Demobilizat în 1919, se stabilește la Cluj, unde urmează cursurile Academiei Agricole.

## Cariera
Atras de publicistică, debutează la gazeta săptămânală Adevărul (1920), colaborând apoi la presa democratică: Cuvântul liber, Opinia publică, Aurora, Stinga, Clopotul, Ardealul economic, Gazeta ceasornicarilor etc. Editează gazeta Manifestul plugăresc și săptămânalul Lectura copiilor și a tineretului (1942-1945). Prefect al județului Turda (1945-1946), deputat (1944-1948). Redactor la Țara nouă, Tribuna.
Publică romanul istoric Răscoala iobagilor (1951), care va fi dezvoltat în Războiul iobagilor (3 vol., 1956), romanul de aventuri și spionaj Misiunea H.S. (1957), broșura de popularizare pe tema stingerii incendiilor Povestirile sergentului Negoiță (1960), Microromanul doamnei Stastok (1974) și Horea, Rex Daciae (volum I, 1982; volum II, 1984). Colaborează la Țara nouă, Ardealul, Tribuna, Utunk ș.a.
Raliindu-se unei tendințe a literaturii române din deceniul șase, și anume interesul pentru romanul istoric consacrat luptei maselor populare pentru dreptate și libertate socială (acum apar Zorii robilor, 1950, de V. Em. Galan, Sfârșitul jalbelor, 1950, de Al. Jar, Lanțuri, 1950-1954, de I. Pas), Răscoala iobagilor (1951) își întinde acțiunea pe o perioadă de doi ani (1512-1514), având în centru revolta condusă de Gh. Doja. Folosind o formulă epică tradițională, autorul surprinde împrejurările în care a izbucnit mișcarea, înfrângerea ei și martiriul conducătorului. Principalele reproșuri aduse de critica vremii (prezentarea deformată a raporturilor dintre clasele sociale, atenția acordată claselor dominante, conturarea lui Doja ca un mercenar și aventurier rupt de masele populare) vor fi remediate în noua viziune a cărții, Războiul iobagilor (1956). Aici Doja nu mai este un personaj șters și neconvingător, ci un model de omenie, blindețe, curaj, spirit de sacrificiu, dragoste pentru cei umili și dispreț față de aristocrație. Folosind un bogat material faptic, Ioan Dimoftache Mușat reușește să reînvie atmosfera socială și politică a vremii.
Scris în aceeași perioadă, dar publicat abia în 1982, romanul Horea, Rex Daciae este primul volum al unei trilogii consacrate răscoalei din 1784, punând accent pe figura „crăișorului" Horea, în jurul căruia se învirtește un întreg carusel de figuri secundare, din diversele pături sociale ale vremii.
O temă la modă în epoca are și romanul de aventuri și spionaj Misiunea H.S. (1957), care descrie încercările unui grup de geologi fasciști, în frunte cu frumoasa Hannelore Schmidt, de a descoperi zăcămintele uranifere din România.
Microromanul doamnei Stastok (1974) conține mărturisirile unei foste actrițe. Soție a unui căpitan din armata hitleristă, decapitat pentru sabotaj, eroina revine în țară după douăzeci și cinci de ani, din dorința de a revedea locurile unui destin dramatic.

## Opera
- Răscoala iobagilor, roman. București, 1951
- S-aprind luminile în sat, București, 1951
- Războiul iobagilor, roman, I-III, București, 1956
- Misiunea H.S., roman. București, 1957
- Povestirile sergentului Negoiță, Cluj, 1960
- Microromanul doamnei Stastok, roman, București, 1974
- Horea, Rex Daciae, roman istoric, I-II, Cluj-Napoca, 1982-l984